# Inkognito
Inkognito és un joc de tauler que combina l'estratègia, la sort i la capacitat deductiva. Va guanyar una distinció al joc més maco al Spiel des Jahres.

## Ambientació
Carnaval a Venècia. La nit és una festa, animada i plena de joia: cançons, rialles i personatges que s'esmunyen ràpidament pels carrerons.
Barrejats entre la multitud en aquesta atmosfera festiva hi ha quatre personatges ben especials, uns autèntics mestres de l'engany, capaços de disfressar-se, passar desapercebuts i fer-se fonedissos en la nit per dur a terme les seves missions secretes.
Aquests quatre mestres de la disfressa són:
- Lord Fiddlebottom
- Coronel Bubble
- Agent X
- Madame Zsa Zsa

També hi ha un 5é personatge, l'ambaixador.

## Descripció del joc
Inkognito és un joc per 3-5 jugadors.
L'objectiu de cada agent és acomplir una missió juntament amb el seu company, la qual es desconeix a l'inici de la partida.
En el joc estàndard per a 4 jugadors, cada jugador controla un dels 4 agents secrets. Aquests 4 personatges formen dues parelles d'aliats: Lord Fiddlebottom i el Coronel Bubble sempre formen parella contra l'Agent X i la Madame Zsa Zsa.
Cadascun dels 4 agents està representat per una figura d'entre 4 diferents, amb diverses complexions: alta, baixa, grassa i prima. Només una d'aquestes representa al personatge controlat en realitat per jugador, mentre que els altres representen espies col·laboradors que intenten despistar els oponents.
A cada torn, el jugador sacseja el fantasma de la profecia per determinar les seves tres accions disponibles. El jugador mou les seves figures i intenta arribar als espais ocupats per les figures d'altres jugadors o per l'ambaixador.
Quan les figures de dos jugadors són en un mateix espai, el jugador que té el torn pot fer una pregunta a l'altre jugador i inspeccionar-ne les cartes. Per mitjà de la deducció i un procés lògic d'eliminació, podrà treure conclusions sobre la identitat i les intencions dels altres jugadors.
El primer objectiu de tots els agents serà descobrir quin dels altres jugadors és el seu aliat, el qual posseeix l'altra meitat del codi per descobrir quina és la seva missió secreta.
Un cop descoberta (o quan es pensi que s'ha descobert) la identitat dels altres jugadors, un agent ha de compartir la seva carta de missió amb el seu aliat, i així descobrir la missió assignada.
Si qualsevol dels agents compleix la missió, els 2 guanyen la partida.
El paper de l'ambaixador és molt important, ja que es pot fer servir per obtenir informació de manera més clara sobre els altres personatges.

## Components
- 1 reglament
- 1 tauler de joc
- 16 figures en 4 colors diferents
- 1 figura d'ambaixador
- 1 fantasma de la profecia
  - 2 boles negres
  - 3 boles blanques
  - 2 boles blaves
  - 2 boles taronges
  - 1 bola lila
- 4 passaports
- 1 bloc de notes
- 32 cartes (4 conjunts, cadascun d'un color i amb 8 cartes). Cada conjunt està format per:
  - 4 cartes d'identitat (Lord Fiddlebottom, Coronel Bubble, Agent X i Madame Zsa Zsa)
  - 4 cartes de complexió (alta, baixa, grassa i prima)
- 12 cartes secretes:
  - 4 cartes d'identitat (Lord Fiddlebottom, Coronel Bubble, Agent X i Madame Zsa Zsa)
  - 4 cartes de complexió (alta, baixa, grassa i prima)
  - 4 cartes de missió (A, B, C i D)

### El tauler del joc
El tauler del joc representa la ciutat de Venècia amb les seves illes i canals. Al mapa hi destaquen els següents elements importants:
- Cercles taronges: Espais normals usats per les figures durant la partida.
- Cercles blaus: Espais de sortida de les figures del jugador blau.
- Cercles verds: Espais de sortida de les figures del jugador verd.
- Cercles vermells: Espais de sortida de les figures del jugador vermell.
- Cercles grocs: Espais de sortida de les figures del jugador groc.
- Cercle de l'ambaixada: Espai de sortida de l'ambaixador.
- Línies taronges: Representen línies de desplaçament terrestre.
- Línies blaves: Representen línies de desplaçament marítim.
- Cercles numerats: Espais especials que representen destinacions finals on han d'arribar els jugadors per acomplir una missió.

## Preparació de la partida
Aquestes regles són per a 4 jugadors. Per a 3 o 5 jugadors, s'explica més endavant.
Col·locar el fantasma de la profecia en una cantonada del tauler, on no molesti.

Col·locar l'ambaixador a la seva casella, al cercle negre del tauler (ambaixada).

Cada jugador tria un color i pren tot el conjunt de components d'aquest color: 4 figures, 8 cartes i 1 passaport.

Quatre d'aquestes cartes són cartes d'identitat, una per cadascun dels diferents personatges del joc.

Les altres quatre cartes són cartes de complexió, que corresponen a les figures, una per cada tipus de complexió que pot tenir un personatge.

Col·locar les figures en els quatre espais del vostre color.

Cada jugador agafa un full de notes i escriu els noms i els colors dels altres jugadors a la columna esquerra, a les primeres tres files. La quarta fila s'utilitza per anotar la informació que es mostra als altres jugadors.

Col·locar el passaport per tal de tapar el vostre full de notes.

Separar les 12 cartes secretes de color gris en 3 grups (identitat, complexió i missió) i repartir-les aleatòriament entre els jugadors de tal manera que cada jugador rep una carta d'identitat, una de complexió i una de missió. Aquestes es mantenen en secret i representen la identitat del personatge, quina complexió té i quina part de la missió, que un cop ajuntada amb la carta de missió del company, ens indicarà quina missió cal acomplir.

## El joc
El jugador inicial es determina a l'atzar i, per torns, seguint el sentit antihorari.
En el seu torn, cada jugador realitza, per ordre, els passos següents:
- Moviment
- Trobada amb personatges i preguntes

### Moviment
En el seu torn, es sacseja el fantasma i el deixa dret a la taula. El fantasma mostra les 3 boles que determinen els moviments disponibles que pot realitzar el jugador.
- Taronja: El jugador pot moure una de les seves figures un espai per una ruta terrestre (línies taronges).
- Blau: El jugador pot moure una de les seves figures un espai per una ruta marítima (línies blaves).
- Blanc: El jugador pot moure una de les seves figures a un espai per una ruta de terra o mar.
- Lila: El jugador pot moure una figura d'un oponent un espai per una ruta de terra o mar.
- Negre: El jugador pot moure la figura de l'ambaixador un espai per una ruta de terra o mar.

Nota: No és obligatori utilitzar totes les tres accions de moviment.
Un cop acabat el moviment, el jugador es pot trobar amb altres personatges i fer-los preguntes.

#### Moure figures pròpies
Les boles taronja, blava i blanca permeten moure les figures del mateix jugador com vulgui. Es poden utilitzar les 3 boles per moure una figura 3 vegades o per moure 3 figures diferents una sola vegada; o per moure una figura 2 vegades i una tercera, una vegada.
Moviments permesos pel que fa a les pròpies figures:
- Es poden moure les pròpies figures a un espai ocupat per una figura d'un altre jugador.
- Es poden moure les pròpies figures a un espai ocupat per la figura de l'ambaixador.
- Es poden moure les pròpies figures a través dels espais ocupats per altres figures sense aturar-se.

Limitacions:
- No es pot acabar el moviment a l'espai ocupat per una altra de les pròpies figures.

#### Moure altres figures
La bola negra permet moure la figura de l'ambaixador un espai per terra o per mar. Es pot moure cap a un espai buit o cap a un espai ocupat per una figura pròpia, mai la d'un altre jugador.

La bola lila permet moure la figura d'un oponent un espai per terra o per mar. Es pot moure cap a un espai buit o cap a una figura pròpia, mai cap a l'ambaixador o la figura d'un altre jugador.

### Trobada amb personatges i preguntes
Per obtenir informació, el jugador s'ha de desplaçar als espais ocupats per agents o per l'ambaixador. Hi ha dues maneres de trobar-se amb una figura:
- Movent una figura pròpia a l'espai ocupat per l'altra figura:
- Movent l'altra figura a l'espai ocupat per una figura pròpia. (Amb la bola lila o negra)

Quan es coincideix amb una altra figura, se li pot fer una pregunta i després enviar-la a un altres espai de la teva elecció.
També es pot, si es vol, no fer cap pregunta. Llavors es pot moure la figura un espai addicional (per terra o mar), però no es pot moure cap a un espai ocupat per una altra figura.

#### Fer preguntes als altres agents
Si s'acaba un moviment a un espai ocupat per una altra figura, es pot demanar veure tres cartes d'aquest jugador.
Quan es fa la pregunta, s'ha de triar una de les opcions:
- Preguntar sobre la identitat de l'altre jugador. Aquest ha de mostrar (d'amagat dels altres jugadors) dues de les seves cartes d'identitat i una de les seves de complexió.
- Preguntar sobre la complexió de l'altre jugador. Aquest ha de mostrar (d'amagat dels altres jugadors) dues de les seves cartes de complexió i una de les seves d'identitat.

En qualsevol dels 2 casos, una de les 3 cartes ha de ser certa.

#### Fer preguntes a l'ambaixador
Si s'acaba un moviment a un espai ocupat per l'ambaixador, es pot demanar veure 2 cartes d'identitat o bé 2 cartes de complexió de qualsevol jugador. Una de les 2 cartes ha de ser certa.

#### Prendre notes
Quan es rep la informació dels jugadors, s'ha d'anotar al mateix full per recordar-ho durant la partida i anar deduint qui és qui.

#### Mostrar les cartes dues vegades
No es poden més d'una vegada el mateix trio de cartes al mateix jugador. Si per error es mostra el mateix trio i l'altre jugador se n'adona, se li haurà de mostrar una carta menys i una d'elles haurà de ser certa.
Aquesta norma també s'aplica si es pregunta a l'ambaixador. En aquest cas, la penalització és mostrar una sola carta a l'altre jugador, la qual haurà de ser certa.

#### Expulsió
Un cop un jugador s'ha trobat amb una altra figura i se li ha fet la pregunta, aquesta s'haurà d'enviar a qualsevol espai no numerat i desocupat del tauler.
Si un jugador es troba amb l'ambaixador, se l'ha d'enviar a l'ambaixada si està desocupada, si no és així, se l'envia a qualsevol espai acolorit i desocupat.

## Acompliment de la missió
Per guanyar la partida, el jugador ha d'identificar el seu company, descobrir la missió conjunta i acomplir-la.